# Büchslen
Büchslen es una localidad situada en la comuna de Murten, en el cantón de Friburgo, Suiza.
Fue una comuna independiente hasta el 1 de enero de 2013, en que se fusionó con la ciudad de Murten para formar la comuna de Murten.